# ویروس چاندیپورا
ویروس چاندیپورا با نام علمی چاندیپورا وزیکولوویروس (انگلیسی: Chandipura vesiculovirus) که به اختصار «CHPV» نوشته می‌شود، یکی از اعضای خانوادهٔ ویروس‌های میله‌ای است که در انسان سبب بروز انسفالیت می‌شود. این ویروس آران‌ای پوشینه‌دار نخستین بار در سال ۱۹۶۵ در خونِ دو بیمار در روستای «چاندیپورا» واقع در ایالت مهاراشترا هند شناسایی شد و مسئول بروز چندین همه‌گیری محلی در مرکز هند شناخته شد. مابین ژوئن و اوت ۲۰۰۳ میلادی، ۳۲۹ کودک در آندرا پرادش و مهاراشترا به این ویروس مبتلا شدند که ۱۸۳ نفرشان درگذشتند. چندین مورد تک‌گیر و مرگ ناشی از آن در کودکان در سال ۲۰۰۴ در گجرات روی داد.  در هند و غرب آفریقا این ویروس در بدن شن‌مگس دیده شده و احتمالاً با گزش همین گونه حشرات است که به انسان منتقل می‌شود. حضور ویروس در آفریقا نشان‌دهنده توزیع گستردۀ ویروس است، اگرچه هیچ مورد بیماری انسانی در خارج از هند مشاهده نشده است.
علائم عفونت ویروس چاندیپورا معمولاً شامل تب، سردرد، تشنج و بیهوشی است که به‌سرعت به کما و در موارد شدید به مرگ منتهی می‌شود. هیچ دارو یا واکسن خاصی برای عفونت ویروس چاندیپورا وجود ندارد، بنابراین مدیریت درمان بر مراقبت‌های حمایتی و اقدامات پیشگیرانه مانند کنترل پشه متمرکز است.
در سال ۲۰۰۳، ۳۲۹ کودک در آندرا پرادش و مهاراشترا به ویروس مبتلا شدند که ۱۸۹ نفر از آنها جان خود را از دست دادند. در سال ۲۰۰۹، ۵۲ مورد مثبت، و ۱۵ مرگ و میر وجود داشت. در سال ۲۰۱۰، ۵۰ مورد مثبت و ۱۶ مورد فوتی وجود داشت. بین سال‌های ۲۰۰۹ تا ۲۰۱۱، ۱۱۰ مورد مثبت و ۳ مورد مرگ گزارش شد.
شیوع بیماری در گجرات در بخش کهیدا، بخش وادودارا و بخش پانچ‌محل باعث مرگ ۱۷ نفر در سال ۲۰۱۰ شد. نیش شن‌مگس مسئول شیوع این بیماری است، زیرا در شکاف‌های دیوارها یا قسمت‌هایی از خانه‌های ساخته شده از ماسه یا گل وجود دارد. موارد تک‌گیر پراکنده در سال ۲۰۱۴ و ۲۰۱۶ در گجرات دیده شد. در سال ۲۰۱۶، یک دختر ساکن احمدآباد در اثر ابتلا به این ویروس جان باخت. در سال ۲۰۱۹، دختری از بهایلی وادودارا در اثر ابتلا به این ویروس جان خود را از دست داد.
در ژوئیه ۲۰۲۴، بخش سابارکانتا در گجرات در هند، شاهدِ شیوع مشکوک این ویروس به‌ویژه در کودکان بود. این شیوع مشکوک به‌سبب گسترش سریع و شدت علائم مشاهده‌شده در افراد مبتلا، نگرانی‌های بهداشت عمومی قابل توجهی را ایجاد کرده است. تا کنون یک مورد مرگ ناشی از این ویروس تأیید شده است و تعداد ۱۵ مرگ دیگر نیز به آن نسبت داده می‌شود.